# سد گال اویا
سد گال اویا (به لاتین: Gal Oya Dam) یک سد خاکی در سری‌لانکا است که در Gal Oya National Park واقع شده‌است.